# Bounty (chokolade)
 For alternative betydninger, se Bounty. (Se også artikler, som begynder med Bounty)
Bounty er et varemærke for en type slik med chokoladeovertræk og fyld af kokosflager. Den kom på markedet i Storbritannien og Canada i 1951, og produceres af Mars Incorporated. I USA sælges Bounty ikke (med undtagelse af i én enkel varehuskæde), da en konkurrent (Mounds) der har en dominerende stilling.

## Variationer
I dag findes Bounty i flere forskellige produktvarianter. Den mest kendte er chokoladeudgaven, enten som mælkechokolade (i blåt papir) eller mørk chokolade (i rødt papir). I en kort periode (2004 til 2005) fandtes der i Tyskland, og i visse andre europæiske lande frem til 2009 også Bounty Mango, hvor kokosmassen i den med mælkechokolade overtrukne chokoladebar også indeholdt tørrede mangostykker. Bounty findes ligeledes som is i forskellige pakningsstørrelser.